# Salomé (Ticiano)
Salomé é uma pintura de Ticiano executada por volta de 1515. Mede 90 cm de altura por 72 cm de largura. Encontra-se na Galeria Doria Pamphilj em Roma.

## Descrição
É uma pintura a óleo, representando provavelmente Salomé com a cabeça de São João Batista, datada de c. 1515 exposta na Galeria Doria Pamphilj em Roma. Tal como outras pinturas do tema, é por vezes considerada como representando Judite com a cabeça de Holofernes, o outro episódio bíblico representado na arte por uma figura feminina com uma cabeça masculina cortada. Historicamente, a figura principal também foi chamada Herodíade, a mãe de Salomé.
Por vezes atribuída a Giorgione, a pintura é geralmente vista como obra onde o estilo pessoal de Ticiano pode ser visto no desenvolvimento, com um "sentido de proximidade física e envolvimento do observador", no qual o "manejo especializado do meio óleo maleável permitiu ao artista evocar a sensação do cabelo macio sobre a carne cremosa".
Erwin Panofsky sugeriu que a cabeça de João Batista seria um autorretrato, e é possível que Ticiano se referisse à sua vida privada com a modelo, antecipando a obra de Cristofano Allori Judite com a Cabeça de Holofernes (1613, Royal Collection, entre outras versões), onde a cabeça decepada era um autorretrato e Judite e a criada retratos da ex-amante e da mãe do pintor.